# Селко (Гомельская область)
Селко (бел. Сялко) — деревня в Люденевичском сельсовете Житковичского района Гомельской области Белоруссии.

## Географическое положение
В 14 км на запад от Житковичей, 5 км от железнодорожной станции Дедовка (на линии Лунинец — Калинковичи), 247 км от Гомеля.
На юге канава Скрипица, которая впадает в реку Скрипица (приток реки Припять).

## История
Согласно письменным источникам известна с XIX века как хутор в Житковичской волости Мозырского уезда Минской губернии. В бывшей помещичьей усадьбе была создана коммуна. В 1930 году организован колхоз «Прогресс», работала кузница. Во время Великой Отечественной войны 18 жителей погибли на фронтах. Согласно переписи 1959 года в составе совхоза «Люденевичи» (центр — деревня Люденевичи).

## Население

### Численность
- 2004 год — 50 хозяйств, 111 жителей.

### Динамика
- 1897 год — 85 жителей (согласно переписи).
- 1908 год — 8 дворов 97 жителей.
- 1917 год — 223 жителя.
- 1921 год — 45 дворов, 233 жителя.
- 1925 год — 61 двор.
- 1940 год — дворов, жителей.
- 1959 год — 333 жителя (согласно переписи).
- 2004 год — 50 хозяйств, 111 жителей.

## Транспортная сеть
Транспортные связи по просёлочной, затем автомобильной дороге Лунинец — Калинковичи. Планировка состоит из 2 коротких параллельных широтных улиц, соединенных переулком. Застройка деревянная, усадебного типа.